# イタリアワイン

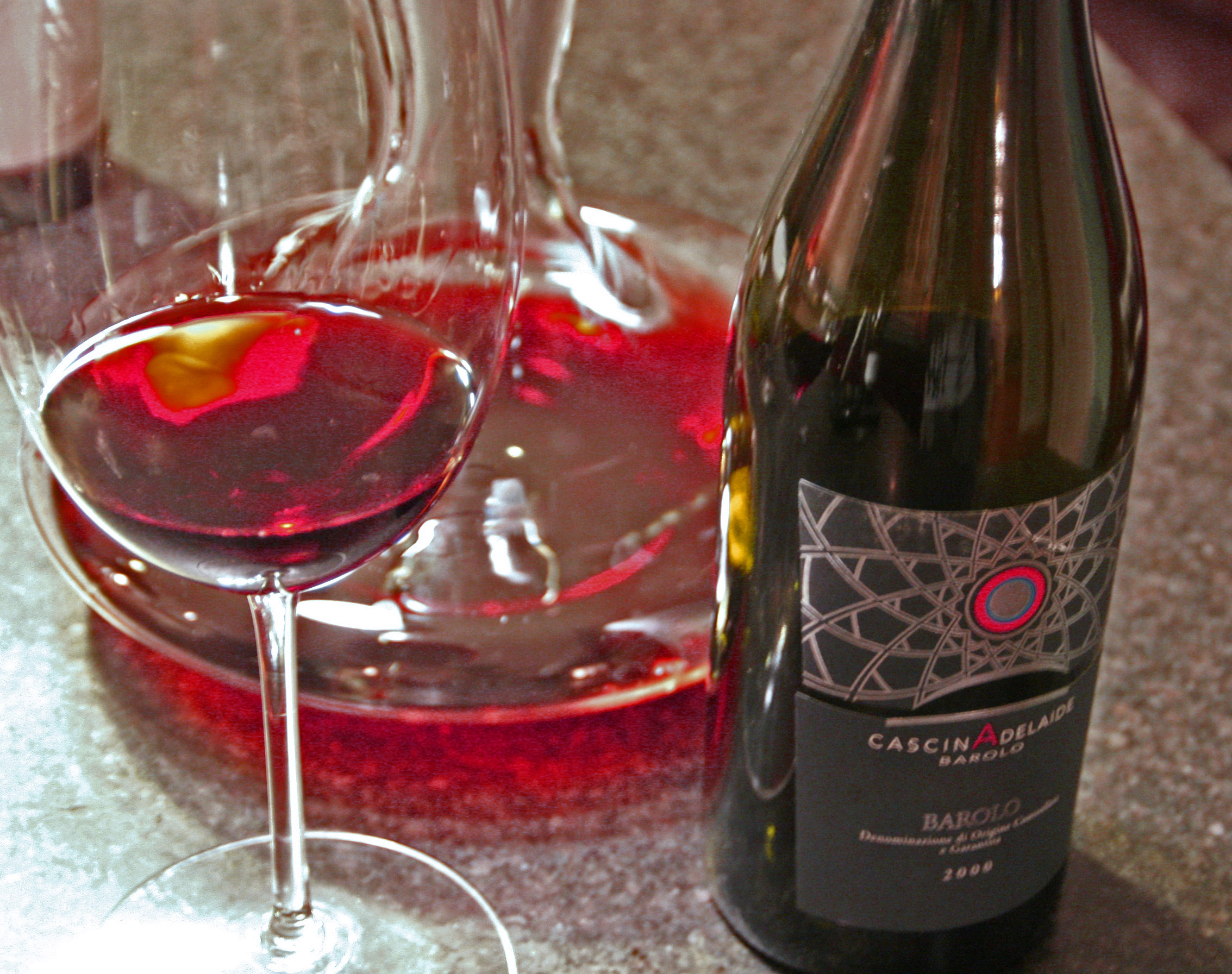
イタリアワインの王様と呼ばれるバローロ (ワイン)

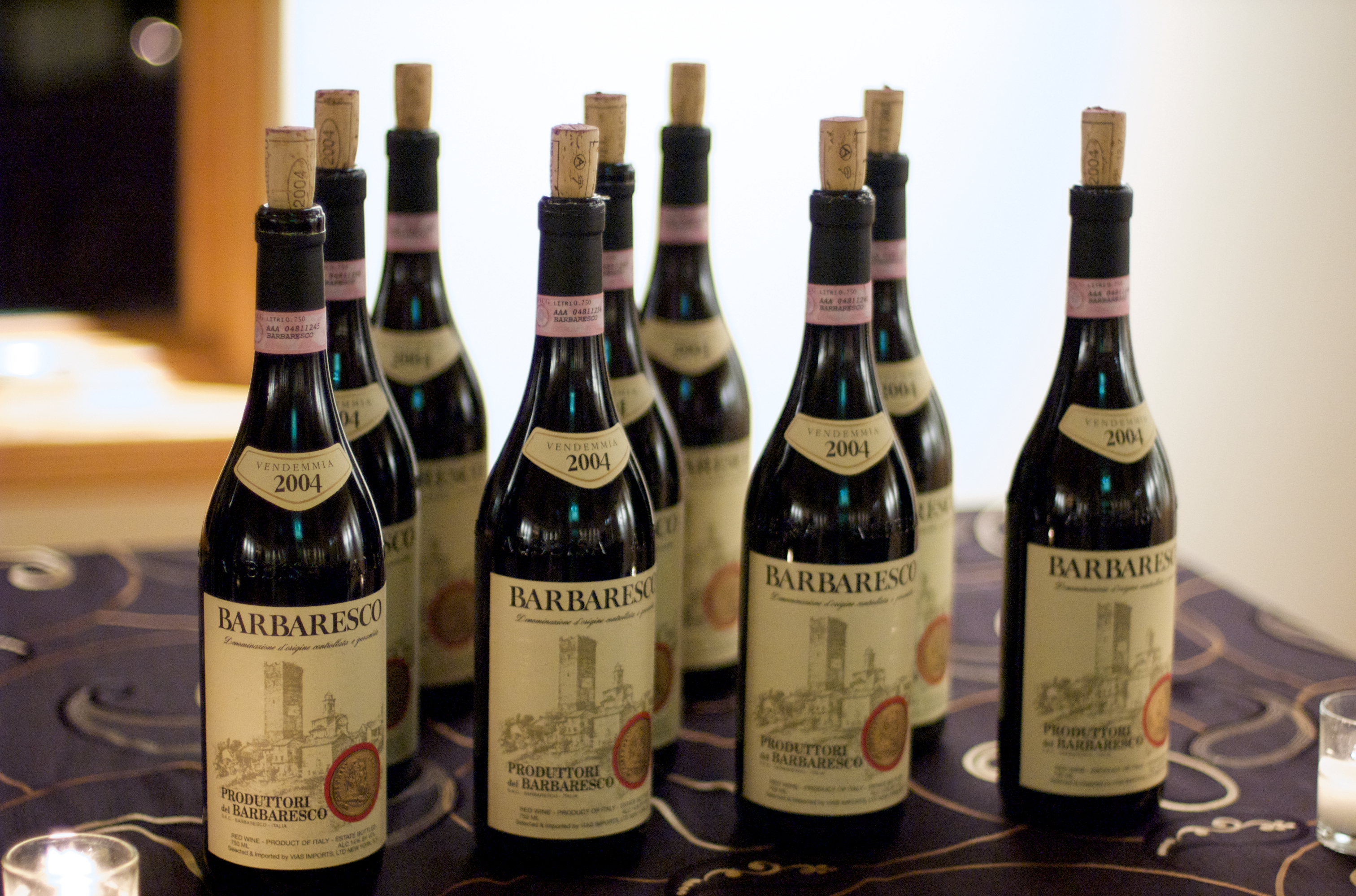
イタリアワインの王女と呼ばれるバルバレスコ (ワイン)

イタリアワインは、イタリアで生産されるワインである。

## 概要
イタリアは温暖な気候に恵まれており、古代ギリシア語で「ワインの大地（エノトリーア・テルス／Enotoria Tellus）」と呼ばれている。（イタリア半島最初の入植者が古代ギリシア人だったため）
イタリア二十州全てで赤・白・ロゼ・スパークリングのワインが作られ、それぞれの州で特徴あるワイン作りが行われている。
使われる品種はサンジョヴェーゼ、バルベーラ、ネッビオーロ、トレッビアーノ、ピノ・グリージョといったイタリア土着種のブドウが多いが、カベルネ・ソーヴィニヨン、メルロー、シャルドネなどといった品種も多い。
生産規模ではフランスとほぼ互角であり、ワイン生産量・海外輸出量共に一位二位争いを繰り広げている。

## イタリアのワイン法
イタリアのワイン法＝DOC法（Denominazione di Origine Controllata）は1963年に制定。上からDOCG・DOC・IGT・VdTに分ける。しかしキャンティのようにその質にピンからキリまであるようなワインが一括してDOCGにランクされ、逆にサッシカイアのような高品質ワインがVdTにランクされるなど多くの問題があり、度々改正されている。（サッシカイアはその品質から、1994年にDOCボルゲリ・サッシカイアという単独のDOCとして認定された）
その後、2009年8月1日にEUの原産地名称保護制度に従って、DOP、IGP、地理的表示無しの3つに再分類された。DOCGとDOCはまとめて保護原産地呼称ワイン（DOP：Denominazione di Origine Protetta）に括られている。ラベルには三通りの表示が認められている。
DOPのみ表示
DOPに旧分類（DOCGまたはDOC）を併記
旧分類（DOCGまたはDOC）だけを表示
デノミナツィオーネ・ディ・オリージネ・コントロッラータ・エ・ガランティータ （Denominazione di Origine Controllata e Garantita、DOCG）
統制保証付原産地呼称ワイン。イタリアのワインの最上位に位置付けられる分類で、1984年に新設された。以前は、赤ワインには紫色、白ワインには黄緑色、発泡ワイン（スプマンテ）にはサーモンピンクのラベル（ファシェッタと呼ばれる検査証）が瓶の口に貼られていた。現在はワインの種類に関係なく、明るい茶色の縁取りのDOCG検査証に統一されている（貼付は必須）。
デノミナツィオーネ・ディ・オリージネ・コントロッラータ （Denominazione di Origine Controllata、DOC）
統制原産地呼称ワイン。フランスの原産地呼称法(AOC)を模して規定された、イタリア独自の呼称規制である。しかしながら、この規制は決して成功したとは言えず、元々はイタリア産ワインの最上格に位置付けられる分類であったが、1984年にさらに上位の DOCG が設定された。DOCワインに貼られる検査証は、青色の縁取りのものである（貼付はDOC保護協会ごとの任意）。
インディカツィオーネ・ジェオグラフィカ・プロテッタ（Indicazione Geografica Protetta、IGP）　旧称インディカツィオーネ・ジェオグラフィカ・ティピカ （Indicazione Geografica Tipica、IGT）
地域特性表示ワイン。1992年に新設された分類で、フランスの「ヴァン・ド・ペイ」に相当する。2009年8月1日のDOP導入と同時に、旧称から「保護地理表示ワイン（IGP）」に切り替わっている。ラベルには使用されている品種と生産地が表示される。
ヴィーノ・ダ・タヴォラ （Vino da Tavola、VdT）
いわゆる「テーブル・ワイン」である。使用品種や生産地を表示する義務はない。とくにDOP申請をしないワインは、全てこのクラスに分類される。

## スーパータスカン
ワイン法や従来の格付け基準にとらわれずに造られるトスカーナ産の上質なワインを、とくにスーパータスカンと呼ぶ。
イタリアをはじめヨーロッパのワイン法では、歴史的にその土地で栽培されてきた品種を用いてワインを造ることが基本とされている。しかしトスカーナ地方では、敢えてそれを無視して、土壌と相性のよいフランス・ボルドー原産のカベルネ・ソーヴィニヨン種を植えて、カベルネ単独または古くからこの地方で栽培されてきたサンジョヴェーゼ種などとのブレンドによって、良質のワインを造ろうとする動きが活発である。当初、それらは格付け最下位のVdTや下位のIGTとして生産されていたが、品質の良さから世界的に評価が高まり、「スーパータスカン」と呼ばれて格付けを超えた大人気となった。現在ではボルゲリ・サッシカイアをはじめとして、人気と評価を後追いする形でDOCに認定されるものもでてきている。
また同州のキャンティにおいて、赤ワインに白ブドウを混ぜて醸造することが長らく法的に義務付けられていたが、これに反発する生産者によって作り続けられたサンジョヴェーゼ100%の赤ワインも「スーパータスカン」に含められる。なお、現在では白ブドウを混ぜない赤ワインの人気によりワイン法が改正され、サンジョヴェーゼ100%でもキャンティ・クラシコを名乗ることができるようになった。
また、スーパーVdTという呼称もあり、こちらはトスカーナ産に限らない呼び名であるが、2005年1月の時点では、こう呼ばれるものはトスカーナ産が中心となっている。

## イタリアワインの一覧

### D.O.C.G.ワイン
| イタリア語名                                                                           | 日本名                                                                                                 | 州                                              |
| -------------------------------------------------------------------------------------- | --- | ----------------------------------------------- |
| Aglianico del Taburno                                                                  | アリアニコ・デル・タブルノ                                                                             | カンパニア州                                    |
| Aglianico del Vulture Superiore                                                        | アリアニコ・デル・ヴルトゥレ・スペリオーレ                                                             | バジリカータ州                                  |
| Alta Langa                                                                             | アルタ・ランガ                                                                                         | ピエモンテ州                                    |
| Amarone della Valpolicella                                                             | アマローネ・デッラ・ヴァルポリチェッラ                                                                 | ヴェネト州                                      |
| Asolo Prosecco / Asolo                                                                 | アゾロ・プロセッコ / アゾロ                                                                            | ヴェネト州                                      |
| Asti                                                                                   | アスティ                                                                                               | ピエモンテ州                                    |
| Bagnoli Friularo / Friularo di Bagnoli                                                 | バニョーリ・フリウラーロ / フリウラーロ・ディ・バニョーリ                                              | ヴェネト州                                      |
| Barbaresco                                                                             | バルバレスコ                                                                                           | ピエモンテ州                                    |
| Barbera d'Asti                                                                         | バルベーラ・ダスティ                                                                                   | ピエモンテ州                                    |
| Barbera del Monferrato Superiore                                                       | バルベーラ・デル・モンフェラート・スペリオーレ                                                         | ピエモンテ州                                    |
| Bardolino Superiore                                                                    | バルドリーノ・スーペリオーレ                                                                           | ヴェネト州                                      |
| Barolo                                                                                 | バローロ                                                                                               | ピエモンテ州                                    |
| Brachetto d'Acqui / Acqui                                                              | ブラケット・ダックイ / アックイ                                                                        | ピエモンテ州                                    |
| Brunello di Montalcino                                                                 | ブルネッロ・ディ・モンタルチーノ                                                                       | トスカーナ州                                    |
| Canelli                                                                                | カネッリ                                                                                               | ピエモンテ州                                    |
| Cannellino di Frascati                                                                 | カンネッリーノ・ディ・フラスカーティ                                                                   | ラツィオ州                                      |
| Carmignano                                                                             | カルミニャーノ                                                                                         | トスカーナ州                                    |
| Castel del Monte Bombino Nero                                                          | カステル・デル・モンテ・ボンビーノ・ネーロ                                                             | プーリア州                                      |
| Castel del Monte Nero di Troia Riserva                                                 | カステル・デル・モンテ・ネーロ・ディ・トロイア・リゼルヴァ                                             | プーリア州                                      |
| Castel del Monte Rosso Riserva                                                         | カステル・デル・モンテ・ロッソ・リゼルヴァ                                                             | プーリア州                                      |
| Castelli di Jesi Verdicchio Riserva                                                    | カステッリ・ディ・イエージ・ヴェルディッキオ・リゼルヴァ                                               | マルケ州                                        |
| Cerasuolo di Vittoria                                                                  | チェラスオーロ・ディ・ヴィットーリア                                                                   | シチリア州                                      |
| Cesanese del Piglio / Piglio                                                           | チェザネーゼ・デル・ピーリオ / ピーリオ                                                                | ラツィオ州                                      |
| Chianti                                                                                | キャンティ                                                                                             | トスカーナ州                                    |
| Chianti Classico                                                                       | キャンティ・クラシコ                                                                                   | トスカーナ州                                    |
| Cirò Classico                                                                          | チロ・クラシコ                                                                                         | カラブリア州                                    |
| Colli Bolognesi Pignoletto                                                             | コッリ・ボロニェージ・ピニョレット                                                                     | エミリア＝ロマーニャ州                          |
| Colli di Conegliano                                                                    | コッリ・ディ・コネリアーノ                                                                             | ヴェネト州                                      |
| Colli Euganei Fior d'Arancio / Fior d'Arancio Colli Euganei                            | コッリ・エウガネイ・フィオル・ダランチョ / フィオル・ダランチョ・コッリ・エウガネイ                    | ヴェネト州                                      |
| Colli Orientali del Friuli Picolit                                                     | コッリ・オリエンターリ・デル・フリウリ・ピコリット                                                     | フリウリ＝ヴェネツィア・ジュリア州              |
| Colline Teramane Montepulciano d'Abruzzo                                               | コッリーネ・テラマーネ・モンテプルチャーノ・ダブルッツォ                                               | アブルッツォ州                                  |
| Conegliano Valdobbiadene - Prosecco / Conegliano - Prosecco / Valdobbiadene - Prosecco | コネリアーノ・ヴァルドッビアデネ- プロセッコ/ コネリアーノ- プロセッコ/ ヴァルドッビアデネ- プロセッコ | ヴェネト州                                      |
| Cònero                                                                                 | コーネロ                                                                                               | マルケ州                                        |
| Dogliani                                                                               | ドリアーニ                                                                                             | ピエモンテ州                                    |
| Dolcetto di Diano d'Alba / Diano d'Alba                                                | ドルチェット・ディ・ディアーノ・ダルバ /ディアーノ・ダルバ                                             | ピエモンテ州                                    |
| Dolcetto di Ovada Superiore / Ovada                                                    | ドルチェット・ディ・オヴァーダ・スペリオーレ /オヴァーダ                                               | ピエモンテ州                                    |
| Elba Aleatico Passito / Aleatico Passito dell'Elba                                     | エルバ・アレアティコ・パッシート /アレアティコ・パッシート・デッレルバ                                 | トスカーナ州                                    |
| Erbaluce di Caluso / Caluso                                                            | エルバルーチェ・ディ・カルーゾ / カルーゾ                                                              | ピエモンテ州                                    |
| Fiano di Avellino                                                                      | フィアーノ・ディ・アヴェッリーノ                                                                       | カンパニア州                                    |
| Franciacorta                                                                           | フランチャコルタ                                                                                       | ロンバルディア州                                |
| Frascati Superiore                                                                     | フラスカーティ・スペリオーレ                                                                           | ラツィオ州                                      |
| Gattinara                                                                              | ガッティナーラ                                                                                         | ピエモンテ州                                    |
| Gavi / Cortese di Gavi                                                                 | ガーヴィ / コルテーゼ・ディ・ガーヴィ                                                                  | ピエモンテ州                                    |
| Ghemme                                                                                 | ゲンメ                                                                                                 | ピエモンテ州                                    |
| Greco di Tufo                                                                          | グレーコ・ディ・トゥーフォ                                                                             | カンパニア州                                    |
| Lison                                                                                  | リゾン                                                                                                 | ヴェネト州 / フリウリ＝ヴェネツィア・ジュリア州 |
| Montecucco Sangiovese                                                                  | モンテクッコ・サンジョヴェーゼ                                                                         | トスカーナ州                                    |
| Montefalco Sagrantino                                                                  | モンテファルコ・サグランティーノ                                                                       | ウンブリア州                                    |
| Montello Rosso / Montello                                                              | モンテッロ・ロッソ / モンテッロ                                                                        | ヴェネト州                                      |
| Morellino di Scansano                                                                  | モレリーノ・ディ・スカンサーノ                                                                         | トスカーナ州                                    |
| Nizza                                                                                  | ニッツァ                                                                                               | ピエモンテ州                                    |
| Offida                                                                                 | オッフィーダ                                                                                           | マルケ州                                        |
| Oltrepò Pavese Metodo Classico                                                         | オルトレポ・パヴェーゼ・メトド・クラシコ                                                               | ロンバルディア州                                |
| Piave Malanotte / Malanotte del Piave                                                  | ピアーヴェ・マラノッテ / マラノッテ・デル・ピアーヴェ                                                  | ヴェネト州                                      |
| Primitivo di Manduria Dolce Naturale                                                   | プリミティーヴォ・ディ・マンドゥリア・ドルチェ・ナトゥラーレ                                           | プーリア州                                      |
| Ramandolo                                                                              | ラマンドロ                                                                                             | フリウリ＝ヴェネツィア・ジュリア州              |
| Recioto della Valpolicella                                                             | レチョート・ディ・ヴァルポリチェッラ                                                                   | ヴェネト州                                      |
| Recioto di Gambellara                                                                  | レチョート・ディ・ガンベッラーラ                                                                       | ヴェネト州                                      |
| Recioto di Soave                                                                       | レチョート・ディ・ソアーヴェ                                                                           | ヴェネト州                                      |
| Roero                                                                                  | ロエロ                                                                                                 | ピエモンテ州                                    |
| Romagna Albana                                                                         | ロマーニャ・アルバーナ                                                                                 | エミリア＝ロマーニャ州                          |
| Rosazzo                                                                                | ロザッツォ                                                                                             | フリウリ＝ヴェネツィア・ジュリア州              |
| Ruchè di Castagnole Monferrato                                                         | ルケ・ディ・カスタニョーレ・モンフェラート                                                             | ピエモンテ州                                    |
| Scanzo / Moscato di Scanzo                                                             | スカンツォ / モスカート・ディ・スカンツォ                                                              | ロンバルディア州                                |
| Sforzato di Valtellina / Sfursat di Valtellina                                         | スフォルツァート・ディ・ヴァルテッリーナ / スフルサット・ディ・ヴァルテッリーナ                        | ロンバルディア州                                |
| Soave Superiore                                                                        | ソアーヴェ・スーペリオーレ                                                                             | ヴェネト州                                      |
| Suvereto                                                                               | スヴェレート                                                                                           | トスカーナ州                                    |
| Taurasi                                                                                | タウラージ                                                                                             | カンパニア州                                    |
| Terre Alfieri                                                                          | テッレ・アルフィエーリ                                                                                 | ピエモンテ州                                    |
| Terre Tollesi / Tullum                                                                 | テッレ・トッレージ / トゥッルム                                                                        | アブルッツォ州                                  |
| Torgiano Rosso Riserva                                                                 | トルジャーノ・ロッソ・リゼルヴァ                                                                       | ウンブリア州                                    |
| Val di Cornia Rosso / Rosso della Val di Cornia                                        | ヴァル・ディ・コルニア・ロッソ / ロッソ・デッラ・ヴァル・ディ・コルニア                                | トスカーナ州                                    |
| Valtellina Superiore                                                                   | ヴァルテッリーナ・スーペリオーレ                                                                       | ロンバルディア州                                |
| Verdicchio di Matelica Riserva                                                         | ヴェルディッキオ・ディ・マテリカ・リゼルヴァ                                                           | マルケ州                                        |
| Vermentino di Gallura                                                                  | ヴェルメンティーノ・ディ・ガッルーラ                                                                   | サルデーニャ州                                  |
| Vernaccia di San Gimignano                                                             | ヴェルナッチャ・ディ・サン・ジミニャーノ                                                               | トスカーナ州                                    |
| Vernaccia di Serrapetrona                                                              | ヴェルナッチャ・ディ・セッラペトローナ                                                                 | マルケ州                                        |
| Vino Nobile di Montepulciano                                                           | ヴィーノ・ノービレ・ディ・モンテプルチャーノ                                                           | トスカーナ州                                    |

### D.O.C.ワイン
| イタリア語名                                                     | 名前                                                                                            | 州                                                                                    |
| ---------------------------------------------------------------- | ----------------------------------------------------------------------------------------------- | ------------------------------------------------------------------------------------- |
| Abruzzo                                                          | アブルッツォ                                                                                    | アブルッツォ州                                                                        |
| Aglianico del Vulture                                            | アリアニコ・デル・ヴルトゥレ                                                                    | バジリカータ州                                                                        |
| Alba                                                             | アルバ                                                                                          | ピエモンテ州                                                                          |
| Albugnano                                                        | アルブニャーノ                                                                                  | ピエモンテ州                                                                          |
| Alcamo                                                           | アルカモ                                                                                        | シチリア州                                                                            |
| Aleatico di Gradoli                                              | アレアティコ・ディ・グラドリ                                                                    | ラツィオ州                                                                            |
| Aleatico di Puglia                                               | アリアティコ・ディ・プーリア                                                                    | プーリア州                                                                            |
| Alezio                                                           | アレーツィオ                                                                                    | プーリア州                                                                            |
| Alghero                                                          | アルゲーロ                                                                                      | サルデーニャ州                                                                        |
| Alto Adige / Südtirol / Südtiroler                               | アルト・アディジェ / ジュードティロール / ジュードティローラー                                  | トレンティーノ＝アルト・アディジェ州                                                  |
| Amelia                                                           | アメリア                                                                                        | ウンブリア州                                                                          |
| Ansonica Costa dell'Argentario                                   | アンソニカ・コスタ・デッラルジェンタリオ                                                        | トスカーナ州                                                                          |
| Aprilia                                                          | アプリリア                                                                                      | ラツィオ州                                                                            |
| Arborea                                                          | アルボレア                                                                                      | サルデーニャ州                                                                        |
| Arcole                                                           | アルコレ                                                                                        | ヴェネト州                                                                            |
| Asolo Montello / Montello Asolo                                  | アゾロ・モンテッロ / モンテッロ・アゾロ                                                         | ヴェネト州                                                                            |
| Assisi                                                           | アッシジ                                                                                        | ウンブリア州                                                                          |
| Atina                                                            | アティーナ                                                                                      | ラツィオ州                                                                            |
| Aversa                                                           | アヴェルサ                                                                                      | カンパニア州                                                                          |
| Bagnoli di Sopra / Bagnoli                                       | バニョーリ・ディ・ソープラ / バニョーリ                                                         | ヴェネト州                                                                            |
| Barbera d'Alba                                                   | バルベーラ・ダルバ                                                                              | ピエモンテ州                                                                          |
| Barbera del Monferrato                                           | バルベーラ・デル・モンフェッラート                                                              | ピエモンテ州                                                                          |
| Bacro Reale di Carmignano                                        | バルコ・レアーレ・ディ・カルミニャーノ                                                          | トスカーナ州                                                                          |
| Bardolino                                                        | バルドリーノ                                                                                    | ヴェネト州                                                                            |
| Barletta                                                         | バルレッタ                                                                                      | プーリア州                                                                            |
| Bianchello del Metauro                                           | ビアンケッロ・デル・メタウロ                                                                    | マルケ州                                                                              |
| Bianco Capena                                                    | ビアンコ・カペーナ                                                                              | ラツィオ州                                                                            |
| Bianco dell'Empolese                                             | ビアンコ・デッレンポレーゼ                                                                      | トスカーナ州                                                                          |
| Bianco di Pitigliano                                             | ビアンコ・ディ・ピティリアーノ                                                                  | トスカーナ州                                                                          |
| Biferno                                                          | ビフェルノ                                                                                      | モリーゼ州                                                                            |
| Bivongi                                                          | ビヴォンジ                                                                                      | カラブリア州                                                                          |
| Boca                                                             | ボーカ                                                                                          | ピエモンテ州                                                                          |
| Bolgheri                                                         | ボルゲリ                                                                                        | トスカーナ州                                                                          |
| Bolgheri Sassicaia                                               | ボルゲリ・サッシカイア                                                                          | トスカーナ州                                                                          |
| Bonarda dell'Oltrepò Pavese                                      | ボナルダ・デッロルトレポ・パヴェーゼ                                                            | ロンバルディア州                                                                      |
| Bosco Eliceo                                                     | ボスコ・エリチェオ                                                                              | エミリア＝ロマーニャ州                                                                |
| Botticino                                                        | ボッティチーノ                                                                                  | ロンバルディア州                                                                      |
| Bramaterra                                                       | ブラマテッラ                                                                                    | ピエモンテ州                                                                          |
| Breganze                                                         | ブレガンツェ                                                                                    | ヴェネト州                                                                            |
| Brindisi                                                         | ブリンディジ                                                                                    | プーリア州                                                                            |
| Buttafuoco dell'Oltrepò Pavese / Buttafuoco                      | ブッタフオーコ・デッロルトレポ・パヴェーゼ / ブッタフオーコ                                     | ロンバルディア州                                                                      |
| Cacc'e Mmitte di Lucera                                          | カッチェ・ンミッテ・ディ・ルチェーラ                                                            | プーリア州                                                                            |
| Cagliari                                                         | カリアリ                                                                                        | サルデーニャ州                                                                        |
| Calosso                                                          | カロッソ                                                                                        | ピエモンテ州                                                                          |
| Campi Flegrei                                                    | カンピ・フレグレイ                                                                              | カンパニア州                                                                          |
| Campidano di Terralba / Terralba                                 | カンピダーノ・ディ・テッラルバ / テッラルバ                                                     | サルデーニャ州                                                                        |
| Canavese                                                         | カナヴェーゼ                                                                                    | ピエモンテ州                                                                          |
| Candia dei Colli Apuani                                          | カンディア・デイ・コッリ・アプアーニ                                                            | トスカーナ州                                                                          |
| Cannonau di Sardegna                                             | カンノナウ・ディ・サルデーニャ                                                                  | サルデーニャ州                                                                        |
| Capalbio                                                         | カパルビオ                                                                                      | トスカーナ州                                                                          |
| Capri                                                            | カプリ                                                                                          | カンパニア州                                                                          |
| Capriano del Colle                                               | カプリアーノ・デル・コッレ                                                                      | ロンバルディア州                                                                      |
| Carema                                                           | カレーマ                                                                                        | ピエモンテ州                                                                          |
| Carignano del Sulcis                                             | カリニャーノ・デル・スルチス                                                                    | サルデーニャ州                                                                        |
| Carso / Carso - Kras                                             | カルゾ / カルゾ - クラス                                                                        | フリウリ＝ヴェネツィア・ジュリア州                                                    |
| Casavecchia di Pontelatone                                       | カーサヴェッキア・ディ・ポンテラトーネ                                                          | カンパニア州                                                                          |
| Casteggio                                                        | カステッジョ                                                                                    | ロンバルディア州                                                                      |
| Castel del Monte                                                 | カステル・デル・モンテ                                                                          | プーリア州                                                                            |
| Castel San Lorenzo                                               | カステル・サン・ロレンツォ                                                                      | カンパニア州                                                                          |
| Casteller                                                        | カステッレール                                                                                  | トレンティーノ＝アルト・アディジェ州                                                  |
| Castelli Romani                                                  | カステッリ・ロマーニ                                                                            | ラツィオ州                                                                            |
| Cellatica                                                        | チェッラーティカ                                                                                | ロンバルディア州                                                                      |
| Cerasuolo d'Abruzzo                                              | チェラスオーロ・ダブルッツォ                                                                    | アブルッツォ州                                                                        |
| Cerveteri                                                        | チェルヴェテリ                                                                                  | ラツィオ州                                                                            |
| Cesanese di Affile / Affile                                      | チェザネーゼ・ディ・アッフィレ / アッフィレ                                                     | ラツィオ州                                                                            |
| Cesanese di Olevano Romano / Olevano Romano                      | チェザネーゼ・ディ・オレヴァーノ・ロマーノ / オレヴァーノ・ロマーノ                             | ラツィオ州                                                                            |
| Cilento                                                          | チレント                                                                                        | カンパニア州                                                                          |
| Cinque Terre // Cinque Terre Sciacchetrà                         | チンクエ・テッレ // チンクエ・テッレ・シャッケトラ                                              | リグーリア州                                                                          |
| Circeo                                                           | チルチェオ                                                                                      | ラツィオ州                                                                            |
| Cirò                                                             | チロ                                                                                            | カラブリア州                                                                          |
| Cisterna d'Asti                                                  | チステルナ・ダスティ                                                                            | ピエモンテ州                                                                          |
| Colli Albani                                                     | コッリ・アルバーニ                                                                              | ラツィオ州                                                                            |
| Colli Altotiberini                                               | コッリ・アルトティベリーニ                                                                      | ウンブリア州                                                                          |
| Colli Berici                                                     | コッリ・ベリチ                                                                                  | ヴェネト州                                                                            |
| Colli Bolognesi                                                  | コッリ・ボロニェージ                                                                            | エミリア＝ロマーニャ州                                                                |
| Colli del Trasimeno / Trasimeno                                  | コッリ・デル・トラジメーノ / トラジメーノ                                                       | ウンブリア州                                                                          |
| Colli della Sabina                                               | コッリ・デッラ・サビーナ                                                                        | ラツィオ州                                                                            |
| Colli dell'Etruria Centrale                                      | コッリ・デッレトルリア・チェントラーレ                                                          | トスカーナ州                                                                          |
| Colli di Faenza                                                  | コッリ・ディ・ファエンツァ                                                                      | エミリア＝ロマーニャ州                                                                |
| Colli di Luni                                                    | コッリ・ディ・ルーニ                                                                            | リグーリア州 / トスカーナ州                                                           |
| Colli di Parma                                                   | コッリ・ディ・パルマ                                                                            | エミリア＝ロマーニャ州                                                                |
| Colli di Scandiano e di Canossa                                  | コッリ・ディ・スカンディアーノ・エ・ディ・カノッサ                                              | エミリア＝ロマーニャ州                                                                |
| Colli d'Imola                                                    | コッリ・ディモラ                                                                                | エミリア＝ロマーニャ州                                                                |
| Colli Etruschi Viterbesi / Tuscia                                | コッリ・エトルスキ・ヴィテルベージ / トゥーシャ                                                 | ラツィオ州                                                                            |
| Colli Euganei                                                    | コッリ・エウガネイ                                                                              | ヴェネト州                                                                            |
| Colli Lanuvini                                                   | コッリ・ラヌヴィーニ                                                                            | ラツィオ州                                                                            |
| Colli Maceratesi                                                 | コッリ・マチェラテージ                                                                          | マルケ州                                                                              |
| Colli Martani                                                    | コッリ・マルターニ                                                                              | ウンブリア州                                                                          |
| Colli Perugini                                                   | コッリ・ペルジーニ                                                                              | ウンブリア州                                                                          |
| Colli Pesaresi                                                   | コッリ・ペザレージ                                                                              | マルケ州                                                                              |
| Colli Piacentini                                                 | コッリ・ピアチェンティーニ                                                                      | エミリア＝ロマーニャ州                                                                |
| Colli Romagna centrale                                           | コッリ・ロマーニャ・チェントラーレ                                                              | エミリア＝ロマーニャ州                                                                |
| Colli Tortonesi                                                  | コッリ・トルトネージ                                                                            | ピエモンテ州                                                                          |
| Collina Torinese                                                 | コッリーナ・トリネーゼ                                                                          | ピエモンテ州                                                                          |
| Colline di Levanto                                               | コッリーネ・ディ・レヴァント                                                                    | リグーリア州                                                                          |
| Colline Joniche Tarantine                                        | コッリーネ・イオニケ・タランティーネ                                                            | プーリア州                                                                            |
| Colline Lucchesi                                                 | コッリーネ・ルッケージ                                                                          | トスカーナ州                                                                          |
| Colline Novaresi                                                 | コッリーネ・ノヴァレージ                                                                        | ピエモンテ州                                                                          |
| Colline Saluzzesi                                                | コッリーネ・サルッツェージ                                                                      | ピエモンテ州                                                                          |
| Collio Goriziano / Collio                                        | コッリオ・ゴリツィアーノ / コッリオ                                                             | フリウリ＝ヴェネツィア・ジュリア州                                                    |
| Contea di Sclafani / Valledolmo-Contea di Sclafani               | コンテア・ディ・スクラファーニ / ヴァッレドルモ・コンテア・ディ・スクラファーニ                 | シチリア州                                                                            |
| Contessa Entellina                                               | コンテッサ・エンテッリーナ                                                                      | シチリア州                                                                            |
| Controguerra                                                     | コントログエッラ                                                                                | アブルッツォ州                                                                        |
| Copertino                                                        | コペルティーノ                                                                                  | プーリア州                                                                            |
| Cori                                                             | コーリ                                                                                          | ラツィオ州                                                                            |
| Cortese dell'Alto Monferrato                                     | コルテーゼ・デッラルト・モンフェッラート                                                        | ピエモンテ州                                                                          |
| Corti Benedettine del Padovano                                   | コルティ・ベネデッティーネ・デル・パドヴァーノ                                                  | ヴェネト州                                                                            |
| Cortona                                                          | コルトーナ                                                                                      | トスカーナ州                                                                          |
| Costa d'Amalfi                                                   | コスタ・ダマルフィ                                                                              | カンパニア州                                                                          |
| Coste della Sesia                                                | コステ・デッラ・セージア                                                                        | ピエモンテ州                                                                          |
| Curtefranca                                                      | クルテフランカ                                                                                  | ロンバルディア州                                                                      |
| Custoza                                                          | クストーザ                                                                                      | ヴェネト州                                                                            |
| Delia Nivolelli                                                  | デリア・ニヴォレッリ                                                                            | シチリア州                                                                            |
| delle Venezie                                                    | デッレ・ヴェネツィエ                                                                            | フリウリ＝ヴェネツィア・ジュリア州 / トレンティーノ＝アルト・アディジェ州/ ヴェネト州 |
| Dolcetto d'Acqui                                                 | ドルチェット・ダックイ                                                                          | ピエモンテ州                                                                          |
| Dolcetto d'Alba                                                  | ドルチェット・ダルバ                                                                            | ピエモンテ州                                                                          |
| Dolcetto d'Asti                                                  | ドルチェット・ダスティ                                                                          | ピエモンテ州                                                                          |
| Dolcetto di Ovada                                                | ドルチェット・ディ・オヴァーダ                                                                  | ピエモンテ州                                                                          |
| Elba                                                             | エルバ                                                                                          | トスカーナ州                                                                          |
| Eloro                                                            | エローロ                                                                                        | シチリア州                                                                            |
| Emilia-Romagna                                                   | エミリア - ロマーニャ                                                                           | エミリア＝ロマーニャ州                                                                |
| Erice                                                            | エリチェ                                                                                        | シチリア州                                                                            |
| Esino                                                            | エジーノ                                                                                        | マルケ州                                                                              |
| Est! Est!! Est!!! di Montefiascone                               | エスト! エスト!! エスト!!! ディ・モンテフィアスコーネ                                           | ラツィオ州                                                                            |
| Etna                                                             | エトナ                                                                                          | シチリア州                                                                            |
| Falanghina del Sannio                                            | ファランギーナ・デル・サンニオ                                                                  | カンパニア州                                                                          |
| Falerio                                                          | ファレリオ                                                                                      | マルケ州                                                                              |
| Falerno del Massico                                              | ファレルノ・デル・マッシコ                                                                      | カンパニア州                                                                          |
| Fara                                                             | ファーラ                                                                                        | ピエモンテ州                                                                          |
| Faro                                                             | ファーロ                                                                                        | シチリア州                                                                            |
| Frascati                                                         | フラスカーティ                                                                                  | ラツィオ州                                                                            |
| Freisa d'Asti                                                    | フレイザ・ダスティ                                                                              | ピエモンテ州                                                                          |
| Freisa di Chieri                                                 | フレイザ・ディ・キエーリ                                                                        | ピエモンテ州                                                                          |
| Friuli / Friuli Venezia Giulia                                   | フリウリ / フリウリ・ヴェネツィア・ジュリア                                                     | フリウリ＝ヴェネツィア・ジュリア州                                                    |
| Friuli Annia                                                     | フリウリ・アンニア                                                                              | フリウリ＝ヴェネツィア・ジュリア州                                                    |
| Friuli Aquileia                                                  | フリウリ・アクイレイア                                                                          | フリウリ＝ヴェネツィア・ジュリア州                                                    |
| Friuli Colli Orientali                                           | フリウリ・コッリ・オリエンターリ                                                                | フリウリ＝ヴェネツィア・ジュリア州                                                    |
| Friuli Grave                                                     | フリウリ・グラーヴェ                                                                            | フリウリ＝ヴェネツィア・ジュリア州                                                    |
| Friuli Isonzo / Isonzo del Friuli                                | フリウリ・イソンツォ / イソンツォ・デル・フリウリ                                               | フリウリ＝ヴェネツィア・ジュリア州                                                    |
| Friuli Latisana                                                  | フリウリ・ラティサーナ                                                                          | フリウリ＝ヴェネツィア・ジュリア州                                                    |
| Gabiano                                                          | ガビアーノ                                                                                      | ピエモンテ州                                                                          |
| Galatina                                                         | ガラティーナ                                                                                    | プーリア州                                                                            |
| Galluccio                                                        | ガッルッチョ                                                                                    | カンパニア州                                                                          |
| Gambellara                                                       | ガンベッラーラ                                                                                  | ヴェネト州                                                                            |
| Garda                                                            | ガルダ                                                                                          | ロンバルディア州 / ヴェネト州                                                         |
| Garda Colli Mantovani                                            | ガルダ・コッリ・マントヴァーニ                                                                  | ロンバルディア州                                                                      |
| Genazzano                                                        | ジェナッツァーノ                                                                                | ラツィオ州                                                                            |
| Gioia del Colle                                                  | ジョイア・デル・コッレ                                                                          | プーリア州                                                                            |
| Girò di Cagliari                                                 | ジロ・ディ・カリアリ                                                                            | サルデーニャ州                                                                        |
| Golfo del Tigullio - Portofino / Portofino                       | ゴルフォ・デル・ティグッリオ - ポルトフィーノ / ポルトフィーノ                                  | リグーリア州                                                                          |
| Grance Senesi                                                    | グランチェ・セネージ                                                                            | トスカーナ州                                                                          |
| Gravina                                                          | グラヴィーナ                                                                                    | プーリア州                                                                            |
| Greco di Bianco                                                  | グレーコ・ディ・ビアンコ                                                                        | カラブリア州                                                                          |
| Grignolino d'Asti                                                | グリニョリーノ・ダスティ                                                                        | ピエモンテ州                                                                          |
| Grignolino del Monferrato Casalese                               | グリニョリーノ・デル・モンフェッラート・カザレーゼ                                              | ピエモンテ州                                                                          |
| Grottino di Roccanova                                            | グロッティーノ・ディ・ロッカノーヴァ                                                            | バジリカータ州                                                                        |
| Gutturnio                                                        | グットゥルニオ                                                                                  | エミリア＝ロマーニャ州                                                                |
| I Terreni di Sanseverino                                         | イ・テッレーニ・ディ・サンセヴェリーノ                                                          | マルケ州                                                                              |
| Irpinia                                                          | イルピーニア                                                                                    | カンパニア州                                                                          |
| Ischia                                                           | イスキア                                                                                        | カンパニア州                                                                          |
| Lacrima di Morro / Lacrima di Morro d'Alba                       | ラクリマ・ディ・モッロ / ラクリマ・ディ・モッロ・ダルバ                                         | マルケ州                                                                              |
| Lago di Caldaro / Caldaro / Kalterersee / Kalterer               | ラーゴ・ディ・カルダーロ / カルダーロ / カルテラーゼー / カルテラー                             | トレンティーノ＝アルト・アディジェ州                                                  |
| Lago di Corbara                                                  | ラーゴ・ディ・コルバーラ                                                                        | ウンブリア州                                                                          |
| Lambrusco di Sorbara                                             | ランブルスコ・ディ・ソルバーラ                                                                  | エミリア＝ロマーニャ州                                                                |
| Lambrusco Grasparossa di Castelvetro                             | ランブルスコ・グラスパロッサ・ディ・カステルヴェートロ                                          | エミリア＝ロマーニャ州                                                                |
| Lambrusco Mantovano                                              | ランブルスコ・マントヴァーノ                                                                    | ロンバルディア州                                                                      |
| Lambrusco Salamino di Santa Croce                                | ランブルスコ・サラミーノ・ディ・サンタ・クローチェ                                              | エミリア＝ロマーニャ州                                                                |
| Lamezia                                                          | ラメツィア                                                                                      | カラブリア州                                                                          |
| Langhe                                                           | ランゲ                                                                                          | ピエモンテ州                                                                          |
| Lessini Durello / Durello Lessini                                | レッシーニ・ドゥレッロ / ドゥレッロ・レッシーニ                                                 | ヴェネト州                                                                            |
| Lessona                                                          | レッソーナ                                                                                      | ピエモンテ州                                                                          |
| Leverano                                                         | レヴェラーノ                                                                                    | プーリア州                                                                            |
| Lison-Pramaggiore                                                | リゾン - プラマッジョーレ                                                                       | ヴェネト州 / フリウリ＝ヴェネツィア・ジュリア州                                       |
| Lizzano                                                          | リッツァーノ                                                                                    | プーリア州                                                                            |
| Loazzolo                                                         | ロアッツォーロ                                                                                  | ピエモンテ州                                                                          |
| Locorotondo                                                      | ロコロトンド                                                                                    | プーリア州                                                                            |
| Lugana                                                           | ルガーナ                                                                                        | ロンバルディア州 / ヴェネト州                                                         |
| Malvasia delle Lipari                                            | マルヴァジア・デッレ・リーパリ                                                                  | シチリア州                                                                            |
| Malvasia di Bosa                                                 | マルヴァジア・ディ・ボーザ                                                                      | サルデーニャ州                                                                        |
| Malvasia di Casorzo d'Asti / Casorzo / Malvasia di Casorzo       | マルヴァジア・ディ・カソルツォ・ダスティ / カソルツォ / マルヴァジア・ディ・カソルツォ          | ピエモンテ州                                                                          |
| Malvasia di Castelnuovo Don Bosco                                | マルヴァジア・ディ・カステルヌオーヴォ・ドン・ボスコ                                            | ピエモンテ州                                                                          |
| Mamertino di Milazzo / Mamertino                                 | マメルティーノ・ディ・ミラッツォ / マメルティーノ                                               | シチリア州                                                                            |
| Mandrolisai                                                      | マンドロリーサイ                                                                                | サルデーニャ州                                                                        |
| Maremma toscana                                                  | マレンマ・トスカーナ                                                                            | トスカーナ州                                                                          |
| Marino                                                           | マリーノ                                                                                        | ラツィオ州                                                                            |
| Marsala                                                          | マルサーラ                                                                                      | シチリア州                                                                            |
| Martina / Martina Franca                                         | マルティーナ / マルティーナ・フランカ                                                           | プーリア州                                                                            |
| Matera                                                           | マテーラ                                                                                        | バジリカータ州                                                                        |
| Matino                                                           | マティーノ                                                                                      | プーリア州                                                                            |
| Melissa                                                          | メリッサ                                                                                        | カラブリア州                                                                          |
| Menfi                                                            | メンフィ                                                                                        | シチリア州                                                                            |
| Merlara                                                          | メルラーラ                                                                                      | ヴェネト州                                                                            |
| Modena / di Modena                                               | モデナ / ディ・モデナ                                                                           | エミリア＝ロマーニャ州                                                                |
| Molise / del Molise                                              | モリーゼ / デル・モリーゼ                                                                       | モリーゼ州                                                                            |
| Monferrato                                                       | モンフェッラート                                                                                | ピエモンテ州                                                                          |
| Monica di Sardegna                                               | モニカ・ディ・サルデーニャ                                                                      | サルデーニャ州                                                                        |
| Monreale                                                         | モンレアーレ                                                                                    | シチリア州                                                                            |
| Montecarlo                                                       | モンテカルロ                                                                                    | トスカーナ州                                                                          |
| Montecompatri Colonna / Montecompatri / Colonna                  | モンテコンパトリ・コロンナ / モンテコンパトリ / コロンナ                                        | ラツィオ州                                                                            |
| Montecucco                                                       | モンテクッコ                                                                                    | トスカーナ州                                                                          |
| Montefalco                                                       | モンテファルコ                                                                                  | ウンブリア州                                                                          |
| Montepulciano d'Abruzzo                                          | モンテプルチャーノ・ダブルッツォ                                                                | アブルッツォ州                                                                        |
| Monteregio di Massa Marittima                                    | モンテレージョ・ディ・マッサ・マリッティマ                                                      | トスカーナ州                                                                          |
| Montescudaio                                                     | モンテスクダイオ                                                                                | トスカーナ州                                                                          |
| Monti Lessini                                                    | モンティ・レッシーニ                                                                            | ヴェネト州                                                                            |
| Moscadello di Montalcino                                         | モスカデッロ・ディ・モンタルチーノ                                                              | トスカーナ州                                                                          |
| Moscato di Sardegna                                              | モスカート・ディ・サルデーニャ                                                                  | サルデーニャ州                                                                        |
| Moscato di Sorso-Sennori / Moscato di Sorso / Moscato di Sennori | モスカート・ディ・ソルソ - センノーリ / モスカート・ディ・ソルソ / モスカート・ディ・センノーリ | サルデーニャ州                                                                        |
| Moscato di Trani                                                 | モスカート・ディ・トラーニ                                                                      | プーリア州                                                                            |
| Nardò                                                            | ナルド                                                                                          | プーリア州                                                                            |
| Nasco di Cagliari                                                | ナスコ・ディ・カリアリ                                                                          | サルデーニャ州                                                                        |
| Nebbiolo d'Alba                                                  | ネッビオーロ・ダルバ                                                                            | ピエモンテ州                                                                          |
| Negroamaro di Terra d'Otranto                                    | ネグロアマーロ・ディ・テッラ・ドートラント                                                      | プーリア州                                                                            |
| Nettuno                                                          | ネットゥーノ                                                                                    | ラツィオ州                                                                            |
| Noto                                                             | ノート                                                                                          | シチリア州                                                                            |
| Nuragus di Cagliari                                              | ヌラグス・ディ・カリアリ                                                                        | サルデーニャ州                                                                        |
| Oltrepò Pavese                                                   | オルトレポ・パヴェーゼ                                                                          | ロンバルディア州                                                                      |
| Oltrepò Pavese Pinot grigio                                      | オルトレポ・パヴェーゼ・ピノ・グリージョ                                                        | ロンバルディア州                                                                      |
| Orcia                                                            | オルチャ                                                                                        | トスカーナ州                                                                          |
| Orta Nova                                                        | オルタ・ノーヴァ                                                                                | プーリア州                                                                            |
| Ortona                                                           | オルトーナ                                                                                      | アブルッツォ州                                                                        |
| Ortrugo dei Colli Piacentini / Ortrugo - Colli Piacentini        | オルトゥルーゴ・デイ・コッリ・ピアチェンティーニ / オルトゥルーゴ - コッリ・ピアチェンティーニ  | エミリア＝ロマーニャ州                                                                |
| Orvieto                                                          | オルヴィエート                                                                                  | ウンブリア州 / ラツィオ州                                                             |
| Ostuni                                                           | オストゥーニ                                                                                    | プーリア州                                                                            |
| Pantelleria                                                      | パンテッレリア                                                                                  | シチリア州                                                                            |
| Parrina                                                          | パッリーナ                                                                                      | トスカーナ州                                                                          |
| Penisola Sorrentina                                              | ペニーソラ・ソッレンティーナ                                                                    | カンパニア州                                                                          |
| Pentro di Isernia / Pentro                                       | ペントロ・ディ・イセルニア / ペントロ                                                           | モリーゼ州                                                                            |
| Pergola                                                          | ペルゴラ                                                                                        | マルケ州                                                                              |
| Piave                                                            | ピアーヴェ                                                                                      | ヴェネト州                                                                            |
| Piemonte                                                         | ピエモンテ                                                                                      | ピエモンテ州                                                                          |
| Pinerolese                                                       | ピネロレーゼ                                                                                    | ピエモンテ州                                                                          |
| Pinot nero dell'Oltrepò Pavese                                   | ピノ・ネーロ・デッロルトレポ・パヴェーゼ                                                        | ロンバルディア州                                                                      |
| Pomino                                                           | ポミーノ                                                                                        | トスカーナ州                                                                          |
| Pornassio / Ormeasco di Pornassio                                | ポルナッシオ / オルメアスコ・ディ・ポルナッシオ                                                 | リグーリア州                                                                          |
| Primitivo di Manduria                                            | プリミティーヴォ・ディ・マンドゥリア                                                            | プーリア州                                                                            |
| Prosecco                                                         | プロセッコ                                                                                      | ヴェネト州 / フリウリ＝ヴェネツィア・ジュリア州                                       |
| Reggiano                                                         | レッジャーノ                                                                                    | エミリア＝ロマーニャ州                                                                |
| Reno                                                             | レーノ                                                                                          | エミリア＝ロマーニャ州                                                                |
| Riesi                                                            | リエージ                                                                                        | シチリア州                                                                            |
| Rimini                                                           | リミニ                                                                                          | エミリア＝ロマーニャ州                                                                |
| Riviera del Brenta                                               | リヴィエーラ・デル・ブレンタ                                                                    | ヴェネト州                                                                            |
| Riviera del Garda Bresciano / Garda Bresciano                    | リヴィエーラ・デル・ガルダ・ブレシャーノ / ガルダ・ブレシャーノ                                 | ロンバルディア州                                                                      |
| Riviera Ligure di Ponente                                        | リヴィエーラ・リグーレ・ディ・ポネンテ                                                          | リグーリア州                                                                          |
| Roma                                                             | ローマ                                                                                          | ラツィオ州                                                                            |
| Romagna                                                          | ロマーニャ                                                                                      | エミリア＝ロマーニャ州                                                                |
| Rossese di Dolceacqua / Dolceacqua                               | ロッセーゼ・ディ・ドルチェアックア / ドルチェアックア                                           | リグーリア州                                                                          |
| Rosso Cònero                                                     | ロッソ・コーネロ                                                                                | マルケ州                                                                              |
| Rosso di Cerignola                                               | ロッソ・ディ・チェリニョーラ                                                                    | プーリア州                                                                            |
| Rosso di Montalcino                                              | ロッソ・ディ・モンタルチーノ                                                                    | トスカーナ州                                                                          |
| Rosso di Montepulciano                                           | ロッソ・ディ・モンテプルチャーノ                                                                | トスカーナ州                                                                          |
| Rosso Orvietano / Orvietano Rosso                                | ロッソ・オルヴィエターノ / オルヴィエターノ・ロッソ                                             | ウンブリア州                                                                          |
| Rosso Piceno / Piceno                                            | ロッソ・ピチェーノ / ピチェーノ                                                                 | マルケ州                                                                              |
| Rubino di Cantavenna                                             | ルビーノ・ディ・カンタヴェンナ                                                                  | ピエモンテ州                                                                          |
| Salaparuta                                                       | サラパルータ                                                                                    | シチリア州                                                                            |
| Salice Salentino                                                 | サリーチェ・サレンティーノ                                                                      | プーリア州                                                                            |
| Sambuca di Sicilia                                               | サンブーカ・ディ・シチリア                                                                      | シチリア州                                                                            |
| San Colombano al Lambro / San Colombano                          | サン・コロンバーノ・アル・ランブロ / サン・コロンバーノ                                         | ロンバルディア州                                                                      |
| San Gimignano                                                    | サン・ジミニャーノ                                                                              | トスカーナ州                                                                          |
| San Ginesio                                                      | サン・ジネージオ                                                                                | マルケ州                                                                              |
| San Martino della Battaglia                                      | サン・マルティーノ・デッラ・バッターリア                                                        | ロンバルディア州 / ヴェネト州                                                         |
| San Severo                                                       | サン・セヴェーロ                                                                                | プーリア州                                                                            |
| San Torpè                                                        | サン・トルペ                                                                                    | トスカーナ州                                                                          |
| Sangue di Giuda dell'Oltrepò Pavese / Sangue di Giuda            | サングエ・ディ・ジューダ・デッロルトレポ・パヴェーゼ / サングエ・ディ・ジューダ                 | ロンバルディア州                                                                      |
| Sannio                                                           | サンニオ                                                                                        | カンパニア州                                                                          |
| Santa Margherita di Belice                                       | サンタ・マルゲリータ・ディ・ベリーチェ                                                          | シチリア州                                                                            |
| Sant'Anna di Isola Capo Rizzuto                                  | サンタンナ・ディ・イゾラ・カーポ・リッツート                                                    | カラブリア州                                                                          |
| Sant'Antimo                                                      | サンタンティモ                                                                                  | トスカーナ州                                                                          |
| Sardegna Semidano                                                | サルデーニャ・セミダーノ                                                                        | サルデーニャ州                                                                        |
| Savuto                                                           | サヴート                                                                                        | カラブリア州                                                                          |
| Scavigna                                                         | スカヴィーニャ                                                                                  | カラブリア州                                                                          |
| Sciacca                                                          | シャッカ                                                                                        | シチリア州                                                                            |
| Serrapetrona                                                     | セッラペトローナ                                                                                | マルケ州                                                                              |
| Sicilia                                                          | シチリア                                                                                        | シチリア州                                                                            |
| Siracusa                                                         | シラクーサ                                                                                      | シチリア州                                                                            |
| Sizzano                                                          | シッツァーノ                                                                                    | ピエモンテ州                                                                          |
| Soave                                                            | ソアーヴェ                                                                                      | ヴェネト州                                                                            |
| Sovana                                                           | ソヴァーナ                                                                                      | トスカーナ州                                                                          |
| Spoleto                                                          | スポレート                                                                                      | ウンブリア州                                                                          |
| Squinzano                                                        | スクインツァーノ                                                                                | プーリア州                                                                            |
| Strevi                                                           | ストレーヴィ                                                                                    | ピエモンテ州                                                                          |
| Tarquinia                                                        | タルクィーニア                                                                                  | ラツィオ州                                                                            |
| Tavoliere delle Puglie / Tavoliere                               | タヴォリエーレ・デッレ・プーリエ / タヴォリエーレ                                               | プーリア州                                                                            |
| Teroldego Rotaliano                                              | テロルデゴ・ロタリアーノ                                                                        | トレンティーノ＝アルト・アディジェ州                                                  |
| Terra d'Otranto                                                  | テッラ・ドートラント                                                                            | プーリア州                                                                            |
| Terracina / Moscato di Terracina                                 | テッラチーナ / モスカート・ディ・テッラチーナ                                                   | ラツィオ州                                                                            |
| Terratico di Bibbona                                             | テッラティコ・ディ・ビッボーナ                                                                  | トスカーナ州                                                                          |
| Terre del Colleoni / Colleoni                                    | テッレ・デル・コッレオーニ / コッレオーニ                                                       | ロンバルディア州                                                                      |
| Terre dell'Alta Val d'Agri                                       | テッレ・デッラルタ・ヴァル・ダグリ                                                              | バジリカータ州                                                                        |
| Terre di Casole                                                  | テッレ・ディ・カソーレ                                                                          | トスカーナ州                                                                          |
| Terre di Cosenza                                                 | テッレ・ディ・コセンツァ                                                                        | カラブリア州                                                                          |
| Terre di Offida                                                  | テッレ・ディ・オッフィーダ                                                                      | マルケ州                                                                              |
| Terre di Pisa                                                    | テッレ・ディ・ピサ                                                                              | トスカーナ州                                                                          |
| Tintilia del Molise                                              | ティンティリア・デル・モリーゼ                                                                  | モリーゼ州                                                                            |
| Todi                                                             | トーディ                                                                                        | ウンブリア州                                                                          |
| Torgiano                                                         | トルジャーノ                                                                                    | ウンブリア州                                                                          |
| Trebbiano d'Abruzzo                                              | トレッビアーノ・ダブルッツォ                                                                    | アブルッツォ州                                                                        |
| Trentino                                                         | トレンティーノ                                                                                  | トレンティーノ＝アルト・アディジェ州                                                  |
| Trento                                                           | トレント                                                                                        | トレンティーノ＝アルト・アディジェ州                                                  |
| Val d'Arbia                                                      | ヴァル・ダルビア                                                                                | トスカーナ州                                                                          |
| Val d'Arno di Sopra / Valdarno di Sopra                          | ヴァルダルノ・ディ・ソプラ / ヴァルダルノ・ディ・ソプラ                                         | トスカーナ州                                                                          |
| Val di Cornia                                                    | ヴァル・ディ・コルニア                                                                          | トスカーナ州                                                                          |
| Val Polcèvera                                                    | ヴァル・ポルチェーヴェラ                                                                        | リグーリア州                                                                          |
| Valcalepio                                                       | ヴァルカレーピオ                                                                                | ロンバルディア州                                                                      |
| Valdadige / Etschtaler                                           | ヴァルダディジェ / エッチュターラー                                                             | トレンティーノ＝アルト・アディジェ州 / ヴェネト州                                     |
| Valdadige Terradeiforti / Terradeiforti                          | ヴァルダディジェ・テッラデイフォルティ / テッラデイフォルティ                                   | トレンティーノ＝アルト・アディジェ州 / ヴェネト州                                     |
| Valdichiana toscana                                              | ヴァルディキアーナ・トスカーナ                                                                  | トスカーナ州                                                                          |
| Valdinievole                                                     | ヴァルディニエヴォレ                                                                            | トスカーナ州                                                                          |
| Valle d'Aosta / Vallée d'Aoste                                   | ヴァッレ・ダオスタ / ヴァレ・ダオステ                                                           | ヴァッレ・ダオスタ州                                                                  |
| Valli Ossolane                                                   | ヴァッリ・オッソラーネ                                                                          | ピエモンテ州                                                                          |
| Valpolicella                                                     | ヴァルポリチェッラ                                                                              | ヴェネト州                                                                            |
| Valpolicella Ripasso                                             | ヴァルポリチェッラ・リパッソ                                                                    | ヴェネト州                                                                            |
| Valsusa                                                          | ヴァルスーザ                                                                                    | ピエモンテ州                                                                          |
| Valtellina Rosso / Rosso di Valtellina                           | ヴァルテッリーナ・ロッソ / ロッソ・ディ・ヴァルテッリーナ                                       | ロンバルディア州                                                                      |
| Valtènesi                                                        | ヴァルテネージ                                                                                  | ロンバルディア州                                                                      |
| Velletri                                                         | ヴェッレートリ                                                                                  | ラツィオ州                                                                            |
| Venezia                                                          | ヴェネツィア                                                                                    | ヴェネト州                                                                            |
| Verdicchio dei Castelli di Jesi                                  | ヴェルディッキオ・デイ・カステッリ・ディ・イエージ                                              | マルケ州                                                                              |
| Verdicchio di Matelica                                           | ヴェルディッキオ・ディ・マテリカ                                                                | マルケ州                                                                              |
| Verduno Pelaverga / Verduno                                      | ヴェルドゥーノ・ペラヴェルガ / ヴェルドゥーノ                                                   | ピエモンテ州                                                                          |
| Vermentino di Sardegna                                           | ヴェルメンティーノ・ディ・サルデーニャ                                                          | サルデーニャ州                                                                        |
| Vernaccia di Oristano                                            | ヴェルナッチャ・ディ・オリスターノ                                                              | サルデーニャ州                                                                        |
| Vesuvio                                                          | ヴェズーヴィオ                                                                                  | カンパニア州                                                                          |
| Vicenza                                                          | ヴィチェンツァ                                                                                  | ヴェネト州                                                                            |
| Vignanello                                                       | ヴィニャネッロ                                                                                  | ラツィオ州                                                                            |
| Vigneti della Serenissima / Serenissima                          | ヴィニェーティ・デッラ・セレニッシマ / セレニッシマ                                             | ヴェネト州                                                                            |
| Villamagna                                                       | ヴィッラマーニャ                                                                                | アブルッツォ州                                                                        |
| Vin Santo del Chianti                                            | ヴィン・サント・デル・キャンティ                                                                | トスカーナ州                                                                          |
| Vin Santo del Chianti Classico                                   | ヴィン・サント・デル・キャンティ・クラッシコ                                                    | トスカーナ州                                                                          |
| Vin Santo di Carmignano                                          | ヴィン・サント・ディ・カルミニャーノ                                                            | トスカーナ州                                                                          |
| Vin Santo di Montepulciano                                       | ヴィン・サント・ディ・モンテプルチャーノ                                                        | トスカーナ州                                                                          |
| Vittoria                                                         | ヴィットリア                                                                                    | シチリア州                                                                            |
| Zagarolo                                                         | ザガローロ                                                                                      | ラツィオ州                                                                            |